# Schizophyllum moreleti
Schizophyllum moreleti är en mångfotingart som först beskrevs av Lucas 1860.  Schizophyllum moreleti ingår i släktet Schizophyllum och familjen kejsardubbelfotingar. Inga underarter finns listade i Catalogue of Life.